# Anzola d'Ossola
Anzola d'Ossola es una localidad y comune italiana de la provincia de Verbano-Cusio-Ossola, región de Piamonte, con 455 habitantes.

## Evolución demográfica
| Gráfica de evolución demográfica de Anzola d'Ossola entre 1861 y 2001 |
|                                                                       |
| Fuente ISTAT - elaboración gráfica de Wikipedia                       |